# Espacio anatómico
En anatomía, un espacio o espacio anatómico es un espacio (cavidad o hueco). Los espacios anatómicos suelen ser puntos de referencia para encontrar otras estructuras importantes. Cuando se llenan de gases (como el aire) o líquidos (como la sangre) de forma patológica, pueden sufrir afecciones como neumotórax, edema o derrame pericárdico. Muchos espacios anatómicos son espacios potenciales, lo que significa que son potenciales más que realizados (siendo su realización dinámica según los acontecimientos fisiológicos o fisiopatológicos). En otras palabras, son como una bolsa de plástico vacía que no se ha abierto (dos paredes colapsadas una contra otra; no hay volumen interior hasta que se abre) o un globo que no se ha inflado.

## Tipos
- Espacio axilar
- Espacio bucal
- Espacio canino
- Triángulo cistohepático
- Espacio perineal profundo
- Espacio temporal profundo
- Espacio epidural
- Espacio extraperitoneal
- Espacios fasciales de la cabeza y el cuello.
- Espacio infratemporal
- Espacio intercostal
- Espacio Intermembrano
- Espacios intersticiales
- Espacio mental
- Espacio pericárdico
- Espacio intraperitoneal
- Espacio pleural
- Espacio potencial
- Espacio pterigomandibular
- Espacio cuadrangular
- Espacio retroperitoneal
- Espacio retrofaríngeo
- Espacio retropúbico
- Espacio subaracnoideo
- Espacio subdural
- Espacio sublingual
- Espacio submandibular
- Espacio submasseterico
- Espacio de Traube